# U.S. Immigration and Customs Enforcement
Immigration and Customs Enforcement (ICE, dosł. z ang. Urząd Celno-Imigracyjny) –  amerykańska federalna agencja ścigania podlegająca Departamentowi Bezpieczeństwa Krajowego Stanów Zjednoczonych. Deklarowaną misją ICE jest ochrona Stanów Zjednoczonych przed przestępczością transgraniczną i nielegalną imigracją zagrażającą bezpieczeństwu narodowemu. ICE zostało utworzone na mocy ustawy Homeland Security Act z 2002 r. po atakach z 11 września.
ICE składa się z dwóch głównych i odrębnych komponentów egzekwowania prawa: dochodzeń w zakresie bezpieczeństwa wewnętrznego (HSI) oraz operacji egzekwowania i usuwania (ERO), oprócz trzech działów pomocniczych: zarządzania i administracji programowej, biura głównego doradcy prawnego (OPLA) oraz biura odpowiedzialności zawodowej (OPR). ICE utrzymuje biura krajowe w całych Stanach Zjednoczonych i oddziały w głównych amerykańskich misjach dyplomatycznych za granicą.
Personel ICE (agenci specjalni i oficerowie) nie patroluje amerykańskich granic; tę rolę pełni Straż Graniczna Stanów Zjednoczonych. ERO i HSI działają jako dwie niezależne agencje ścigania i mają całkowicie odrębne oświadczenia dotyczące misji. HSI koncentruje się na zakłócaniu przestępczości transnarodowej, podczas gdy ERO odpowiada za zatrzymywanie, przetrzymywanie i wydalanie nieudokumentowanych imigrantów.